# Puccinia opulenta
Puccinia opulenta är en svampart som beskrevs av Speg. 1880. Puccinia opulenta ingår i släktet Puccinia och familjen Pucciniaceae.   Inga underarter finns listade i Catalogue of Life.